# SV Warnemünde
Der Sportverein Warnemünde ist ein deutscher Sportverein aus Rostock-Warnemünde in Mecklenburg-Vorpommern.

## Verein
Nach der Gründung als BSG Karl Liebknecht im Jahr 1949 und der Anfang der 1950er Jahre erfolgten Umbenennung in BSG Motor Warnowwerft Warnemünde wurde im Verlauf der Deutschen Wiedervereinigung am 23. Juli 1990 der Sportverein Warnemünde gegründet.
Die Fußballabteilung konnte 1997 den Mecklenburg-Vorpommern-Pokal gewinnen und spielte im DFB-Pokal anschließend gegen den amtierenden Champions-League-Sieger Borussia Dortmund. 1999 wurde sie als eigenständiger Verein SV Warnemünde Fußball ausgegründet.
Der Gesamtverein hat heute über 1300 Mitglieder, die sich in Kinder, Jugendliche und Erwachsene aufgliedern. Es gibt etwa 80 ehrenamtliche Übungsleiter im Verein. Somit ist der SV Warnemünde einer der größten Vereine in Rostock und Mecklenburg-Vorpommern.
Es gibt folgende neun Abteilungen:
- (Sport-)Akrobatik,
- Handball,
- Leichtathletik,
- Ringen,
- Turnen,
- Tischtennis
- Volleyball,
- Tanzen - "Perlen aus Groß Klein"
- Allgemeiner Sport - (Seniorensport, Boxen)

Der SV Warnemünde ist Mitglied im Landessportbund Mecklenburg-Vorpommern und Stadtsportbund Rostock.

## Volleyball
Die Volleyballer bilden die erfolgreichste Abteilung des SV Warnemünde. Die erste Frauenmannschaft spielte seit 2012 in der Dritten Liga Nord. Aus dieser stieg sie 2014 ab, konnte aber 2016 für ein Jahr zurückkehren. In der Saison 2023/24 gelang der ersten Frauenmannschaft der wiederholte Aufstieg in die Dritte Liga Nord. Direkt in der ersten Saison 2024/25 folgte der erste Meistertitel.
Die erste Männermannschaft spielte ab 2005 für fünf Jahre in der 2. Volleyball-Bundesliga Nord. 2017 gelang die Rückkehr in die Liga, der sie seitdem durchgängig angehörte. Seit 2022 sprang am Ende der Saison immer mindestens der fünfte Tabellenplatz heraus. In der Saison 2023/24 gelang unter dem Trainer Maurizio Forte die Vizemeisterschaft. Ein Jahr später folgte mit ihm der Titel in der 2. Bundesliga Nord und der Aufstieg in die 1. Volleyball-Bundesliga. Die zweite Männermannschaft spielt seit 2020 in der Dritten Liga Nord.

### Bundesliga-Team
Der Kader für die Saison 2025/26 besteht aus folgenden Spielern.
| Name                 | Nr. | Nation      | Größe  | Geburtsdatum  | Position | im Verein seit | Vertrag bis |
| -------------------- | --- | ----------- | ------ | ------------- | -------- | -------------- | ----------- |
| Josef Günther        |     | Deutschland | 1,84 m | 17. Sep. 1997 | AA       |                |             |
| Jan-Philipp Krabel   |     | Deutschland | 2,04 m | 24. März 1998 | D        | 2018           |             |
| Tommy Mehlberg       |     | Deutschland | 1,90 m | 30. Sep. 1999 | AA       |                |             |
| Bradley Merryweather |     | Kanada      | 1,93 m | 19. Okt. 2000 | Z        |                |             |
| Leon Pohl            |     | Deutschland | 1,89 m | 7. Juni 2000  | L        |                |             |
| Sören Schröder       |     | Deutschland | 2,02 m | 10. Nov. 2000 | AA       |                |             |
| Mateusz Slawatycki   |     | Polen       | 1,97 m | 27. Sep. 2005 | MB       |                |             |

Positionen: AA = Annahme/Außen, D = Diagonal, L = Libero, MB = Mittelblock, Z = Zuspiel

## Ringen
Die Ringer des Vereins traten über mehrere Jahre zusammen mit dem Polizei SV Rostock in einer Kampfgemeinschaft in der Ringer-Bundesliga an. Nach dem Abstieg 2009 folgte ein Neuformierung unter dem Namen Küstenringer. Diese stiegen 2012 auch aus der 2. Bundesliga ab.